# فانيفار بوش
فانيفار بوش (بالإنجليزية: Vannevar Bush) (وُلد في الحادي عشر من شهر مارس عام 1890 – توفي في الثامن والعشرين من شهر يونيو عام 1974)، مهندس ومخترع ومسؤول علمي أمريكي، ترأس مكتب البحوث والتنمية العلمية في الولايات المتحدة الأمريكية خلال الحرب العالمية الثانية، وهو المكتب الذي أجرى معظم الأبحاث التنموية العسكرية خلال الحرب، أهمها تطوير الرادار وبدء مشروع مانهاتن وإدارته في مراحله الأولى. ركّز بوش على أهمية البحث العلمي لتوفير الأمن القومي والرفاهية الاقتصادية، وكان مسؤولًا إلى حد كبير عن الحركة التي أدت إلى إيجاد مؤسسة العلوم الوطنية.
التحق بوش بقسم الهندسة الكهربائية في معهد ماساتشوستس للتكنولوجيا عام 1919، وأوجد الشركة التي تُعرف اليوم باسم رايثيون عام 1922. أصبح بوش نائب رئيس معهد ماساتشوستس للتكنولوجيا وعميد مدرسة الهندسة في المعهد ذاته عام 1932، ثم تبوأ منصب رئيس معهد كارنيجي للعلوم عام 1938.
خلال مسيرته، سجّل الكثير من اختراعاته للحصول على براءة. يُشتهر بوش تحديدًا بأعماله الهندسية المتعلقة بالحواسيب التماثلية والميمكس. بدءًا من عام 1927، أنشأ بوش محللًا تفاضليًا، وهو حاسوب تماثلي يحوي مكونات رقمية بإمكانها حلّ المعادلات التفاضلية الحاوية على 18 متغيرًا مستقلًا كحد أقصى. بدأ بوش وآخرون مشروعًا فرعيًا في معهد ماساتشوستس، وهو نظرية تصميم الدارات الإلكترونية. الميمكس هي جهاز عرض قابل للتعديل فرضيًا يعرض الأشرطة الفيلمية (ميكروفيلم) باستخدام بنية مماثلة لتلك المستخدمة في النصوص التشعبية، وقد بدأ بوش تطوير تلك التقنية في ثلاثينيات القرن الماضي. ألهمت مقالة بوش عام 1945 بعنوان «كما قد نفكر» وأداة الميمكس الكثير من الأجيال اللاحقة التي برز منها علماء الحاسوب، فاستوحى هؤلاء العلماء أفكارهم من تصورات بوش المستقبلية.
وُظّف بوش في اللجنة الاستشارية الوطنية للملاحة الجوية عام 1938، وأصبح لاحقًا رئيسها. بصفته رئيسًا للجنة أبحاث الدفاع الوطنية، ورئيس مكتب البحث العلمي والتطوير لاحقًا، نسّق بوش نشاطات نحو 6 آلاف عالم أمريكي بارز في تطبيق العلوم ضمن المجالات الحربية. كان بوش رجل سياسة مشهورًا ومفكّرًا خلال الحرب العالمية الثانية، فكان حينها أول مستشار علمي للرئيس الأمريكي. بدأ بوش مشروع مانهاتن باعتباره رئيس لجنة الأبحاث الدفاعية الوطنية ورئيس مكتب الأبحاث والتنمية العلمية، وعمل على جعل المشروع أولوية قصوى من طرف أعلى المستويات الحكومية. في تقريره بعنوان «العلم، الغاية اللامتناهية»، وهو تقرير من عام 1945 أُرسل إلى رئيس الولايات المتحدة الأمريكية، دعا بوش إلى توسيع وزيادة الدعم الحكومي للعلم، وطالب بإنشاء مؤسسة العلوم الوطنية.

## النشأة وعمله
وُلد فانيفار بوش في إيفيريت الواقعة ضمن ماساتشوستس في الحادي عشر من شهر مارس عام 1890، وهو الطفل الثالث والابن الوحيد لبيري بوش، وهو قس محلي من أتباع المسيحية العالمية (عقيدة الخلاص)، وزوجته إيما لينوود (باين بالولادة). كان لبوش شقيقتان أكبر منه، وهما إديث وريبا. سُمي بوش تيمنًا بجون فانيفار، وهو صديق قديم للعائلة درس في جامعة تافتس برفقة الوالد بيري. انتقلت العائلة إلى تشيلسي في ماساتشوستس عام 1892، وتخرج بوش من مدرسة تشيلسي الثانوية عام 1909.
التحق بوش، كوالده، بجامعة تافتس. وكان طالبًا مشهورًا، فأصبح نائب رئيس الصف الثاني الثانوي، ورئيس الصف الأول الثانوي. خلال سنته الأخيرة في الجامعة، أدار بوش فريق كرة قدم أمريكية. أصبح عضوًا في أخوية ألفا تاو أوميغا، وواعد فيبي كلارا ديفيس، وهي تنحدر من تشيلسي أيضًا. سمحت جامعة تافتس لطلابها بالحصول على درجة الماستر خلال أربع سنوات من الدراسة تزامنًا مع دراسة الطالب للحصول على درجة البكالوريوس. عندما أراد بوش تقديم أطروحة الماستر، اخترع آلة لمسح الأراضي تُدعى «خطاط المقطع».

## روابط خارجية
- فانيفار بوش على موقع الموسوعة البريطانية (الإنجليزية)
- فانيفار بوش على موقع مونزينجر (الألمانية)
- فانيفار بوش على موقع إن إن دي بي (الإنجليزية)